# Сакраменто Экспресс
Сакраменто Экспресс (англ. Sacramento Express) — американский профессиональный регбийный клуб из Сакраменто, выступающий в ПРО Регби. Домашние матчи проводит на «Бонни Филд», вмещающем 11 442 зрителя. В 2016 году клуб, изначально носивший название «Сакраменто», стал одним из пяти изначальных участников ПРО Регби, первого профессионального регбийного турнира в Северной Америке.

## История
В ноябре 2015 было объявлено о создании ПРО Регби — первого профессионального турнира по регби в Северной Америке. Тогда же организаторы турнира заявили о планирующемся создании профессиональных клубов в Калифорнии, на  Северо-востоке и в одном из Горных штатов, трёх регионах, где регби имеет наибольшую популярность. 17 ноября 2015 года было объявлено о создании в Сакраменто одноимённого клуба, который стал первой по счёту франшизой лиги. Первым трансфером клуба и лиги в целом стал защитник Мирко Бергамаско, который провёл 89 игр в составе сборной Италии и ранее выступал за такие клубы как «Стад Франсе», «Расинг Метро» и «Цебре».
Свой первый матч «Сакраменто» сыграл 17 апреля 2016 года, когда на своём поле обыграл «Сан-Франциско Раш» со счётом 37:25. В июне 2016 года путём голосования болельщиков было выбрано новое название для клуба, отмечающее богатую железнодорожную историю города. По итогам первого сезона ПРО Регби «Сакраменто Экспресс» занял последнее место.

## Игроки и тренеры

Вариант логотипа

Состав на сезон 2016 года:
| Хукеры - Рэй Барквилл - Джош Инонг - Лагакали Таваке - Кэмерон Фэлкон Пропы - Токе Кефу - Олив Килифи - Вальдемар Ли-Ло - Джеймс Рэдди - Эрик Фрай - Эстефан Туамасага Локи - Рич Найт - Роберт Мисон - Сионе Сина - Мэтт Дубек | Фланкеры и восьмые - Лангиланги Хаупеакуи - Сионе Лату - Джон Куилл - Кайл Самсайон Скрам-хавы - Джошуа Холланд - Джоуп Мотокана - Крис Сэйнт - Рональд Дуайер Флай-хавы - Харри Беннетт - Алекс Ходжкинсон | Центры - Мирко Бергамаско - Немия Коро - Алипате Такивеиката - Коуди Джерабек Винги - Рашад Харбор - Райан Коулер - Шейн Мур - Джоэли Тикоисува - Фатаи Ваилала Фулбэки - Гарретт Брюэр - Райан Томпсон |
| | | |
| Жирным выделены игроки, вызывавшиеся в национальные сборные | | |

| Тренерский штаб            |              |
| Должность                  | Имя          |
| Главный тренер             | Люк Гросс    |
| Ассистент главного тренера | Кевин Баттл  |
| Ассистент главного тренера | Фрэд Ваитити |

## Результаты
| Сезон | Место | Игры | Победы | Ничьи | Поражения | Очки + | Очки - | Разница | Бонусы | Турнирные очки | Примечания |
| ----- | ----- | ---- | ------ | ----- | --------- | ------ | ------ | ------- | ------ | -------------- | ---------- |
| 2016  | 5-е   | 12   | 3      | 0     | 9         | 294    | 434    | -140    | 6      | 18             |            |

| Лучшие игроки |            |                   |                        |
| Сезон         | Капитан    | Попытки           | Очки                   |
| 2016          | Джон Куилл | Кайл Самсайон (4) | Мирко Бергамаско (114) |

| Статистика тренера |        |       |        |           |         |
| Имя                | Матчей | Побед | Ничьих | Поражений | % побед |
| Люк Гросс          | 12     | 3     | 0      | 9         | 25      |